# Nicaise et Delcuve
La Société Nicaise et Delcuve est un constructeur  de matériel ferroviaire, fondée en 1867 en réunissant les ateliers Parmentier, Nicaise et Compagnie (fondés en 1855) et Delcuve. Les ateliers se trouvent à La Louvière dans la province de Hainaut.
Durant l'année 1908, la Société Nicaise et Delcuve est associée aux Ateliers de Construction du Nord de la France pour devenir Ateliers de Construction du Nord de la France et Nicaise et Delcuve. 
En 1913, le 7 juillet, la  Société Nicaise et Delcuve reprend son indépendance  pour s'associer avec la Société Anonyme des Ateliers de Construction Forges & Aciéries de Bruges et former la Société La Brugeoise, Nicaise et Delcuve.